# Josiah Martin

Maori-hövdingen Rewi Maniapoto, porträtt av Josiah Martin, ur Etnografiska museets bildarkiv.

Josiah Martin, född 1 augusti 1843 i London, England, död 29 september 1916 i Northcote, Auckland, Nya Zeeland, var en engelsk lärare och fotograf, verksam i Nya Zeeland under senare hälften av 1800-talet.

## Biografi
Josiah Martin var son till Charlotte Bromley och hennes man, Josiah Martin. Hans far var smältare och senare aktuarie. Den unge Josiahs första jobb verkar ha varit på ett försäkringskontor. Han var verksam som kolhandlare när han, i London den 24 mars 1864, gifte sig med Caroline Mary Wakefield. De emigrerade till Nya Zeeland några år senare med en liten dotter. Efter en period med jordbruk och drift av en skola i Maungaturoto bosatte sig Martin med sin familj i Auckland, där han var involverad i Royal Insurance Company.
Han var medlem i kommittén för Auckland School Teachers Association som bildades i juni 1873. Han 874 grundhan en privatskola som senare kom att bli Grafton District Sc. 74. I januari 1875 grundade han Auckland Model Training School i Choral Hall på Symonds Street. Det var den första modellutbildningsskolan i Auckland. Han avgick som rektor 1879 av hälsoskäl.
Martin koncentrerade sig fortsättningsvis på fotografering. 1879 besökte han Royal College of Chemistry i London, där han tog del av de senaste förbättringarna inom fotografi. När han återvände till Auckland öppnade han en fotostudio i korsningen Queen Street-Grey Street i samarbete med W.H.T. Partington (1854-1940). Partnerskapet upplöstes och efter att Martin öppnat ytterligare en fotostudio på Queen Street sålde han porträttverksamheten till Charles Hemus (1849-1925) och flyttade till nya lokaler i Victoria Arcade.

Fotografier av Josiah Martin publicerade i boken &quot;Picturesque New Zealand&quot;, 1913.
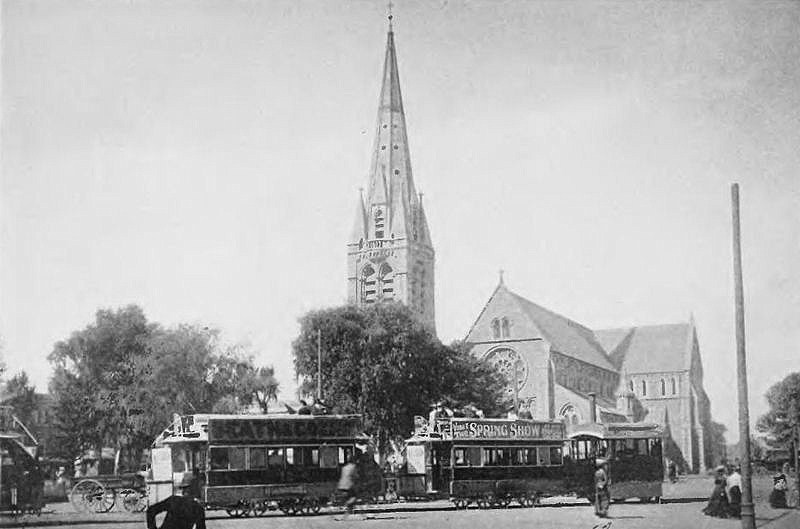
Christchurch cathedral.
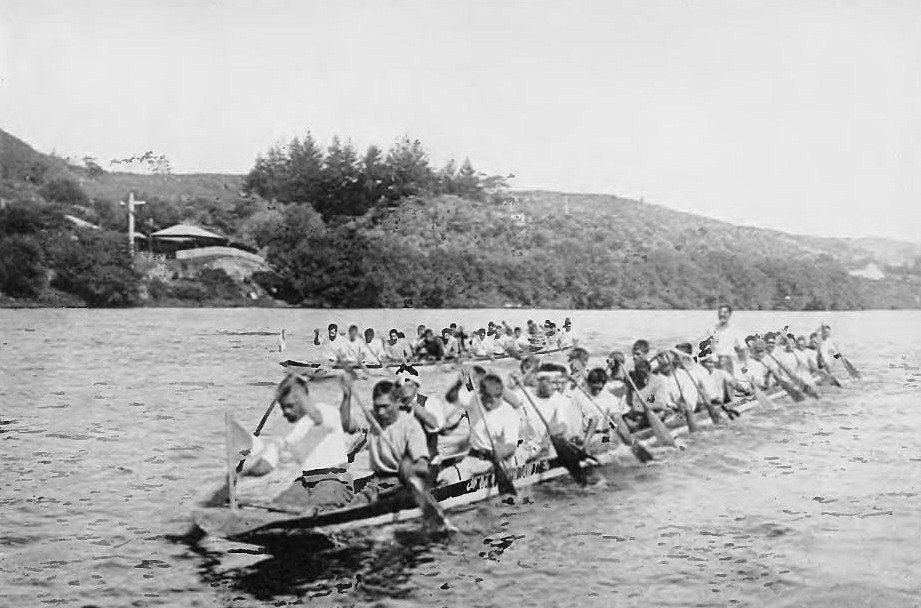
At the finish line.
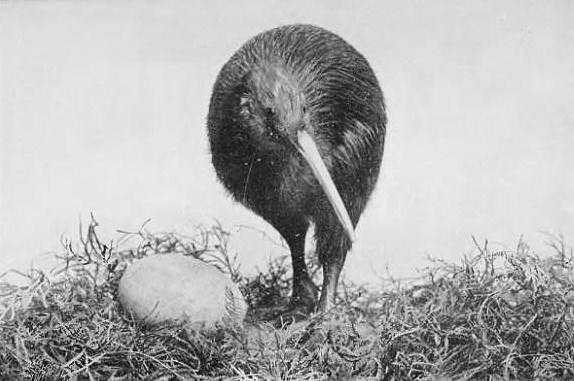
Kiwi and egg.
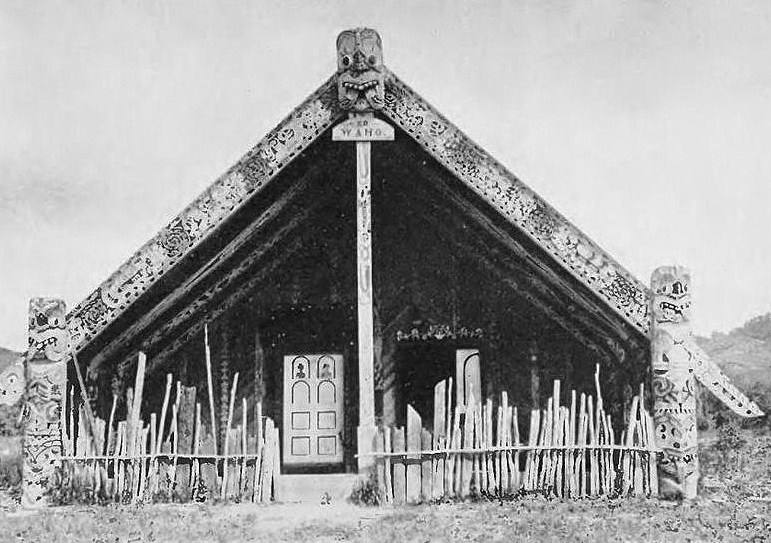
Te Kooti´s House.
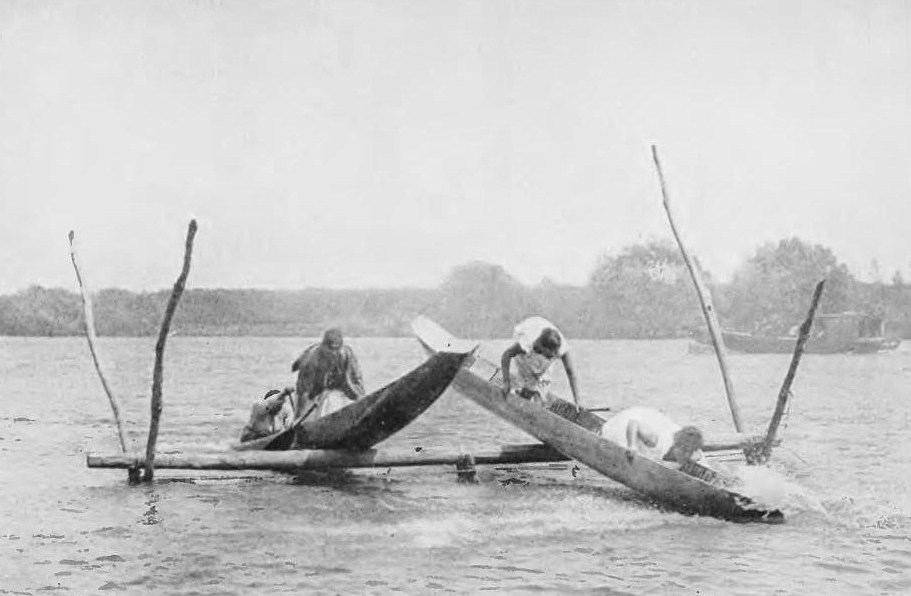
Women´s Canoe Hurdle.

1886 lyckades han fånga vulkanutbrottet vid Mount Tarawera på bild. Fotografierna publicerades i Auckland Evening Star. Han blev även publicerad i Auckland Weekly News, New Zealand Illustrated och ställde ut fotografier på Pitt Rivers Museum vid Universitetet i Oxford. Han blev internationellt känd för sina etnologiska och topografiska fotografier. Hans verk ställdes ut i London på Colonial and Indian Exhibition 1886 och han vann en guldmedalj vid Exposition Coloniale i Paris 1889. Hans fotografier återfinns i många stora institutioners konstsamlingar världen över.
Han var redaktör på Sharland´s New Zealand Photographer i flera år och var alltid villig att dela med sig av sin kunskap. Han var medlem i Auckland Photographic Club och en av grundarna av Auckland Society of Arts. Han föreläste ofta, inte bara om fotografi, utan också om vetenskapliga ämnen. Hans viktigaste föreläsning, "The terraces of Rotomahana, New Zealand", hölls i London den 9 februari 1887. Han var medlem i Auckland Institute i 40 år, satt i dess råd 1881-1892 och var rådets ordförande 1889.
Martin dog den 29 september 1916 i sitt hem i Northcote, Auckland, 73 år gammal. Många av hans fotosamlingar donerades samma år till Auckland War Memorial Museum. 1958 donerades hans negativsamling till Auckland Institute and Museum. Hans fotografier ger en bild av förändrade landskap och samhällen. Han var en av de första fotograferna som insåg fotografiets kommersiella potential inom turistnäringen.
Etnografiska museet i Stockholm har i sina samlingar 70 fotografier tagna av Josiah Martin - 59 fotografier från Nya Zeeland, förvärvade 1911, en gåva av professor John Macmillan Brown (1845-1935) och 11 fotografier från Fiji, Samoa och Tonga,, förvärvade 1935, 19 år efter hans död, oklart från vem.